# R Scuti
R Scuti är en pulserande variabel av RV Tauri-typ (RVA) i stjärnbilden Skölden. R Scuti var den första stjärnan i Sköldens stjärnbild som fick en variabelbeteckning.
Stjärnan varierar mellan visuell magnitud +4,2 och 8,6 med en period av 146,5 dygn.

## Fotnoter
1. ↑  Variabelstjärnornas beteckningar börjar med bokstäverna R-Z, därefter A-Q , följt av RR-ZZ och AA-QQ, varefter de börjar betecknas med bokstaven V och ett ordningsnummer, från och med V335.